# Pierre de Vomécourt
Pour les articles homonymes, voir Vomécourt (homonymie).
 (mars 2013).
Pierre de Vomécourt, né le 1er janvier 1906 à Chassey-lès-Montbozon (Haute-Saône) et mort le 7 mars 1986 à Saint-Quentin-du-Dropt (Lot-et-Garonne), fut pendant la Seconde Guerre mondiale un agent secret français du Special Operations Executive, qui fonda et dirigea le premier réseau de résistance de cette organisation en France occupée, le réseau AUTOGIRO.

## Biographie

### Avant la guerre
Il naît le 1er janvier 1906 à Chassey-lès-Montbozon (Haute-Saône). Il reçoit son éducation en Angleterre.

### Pendant la guerre

#### 1940
- Juin. Le 17, il entend à la radio l’annonce de la demande d’armistice. Il ne l’accepte pas, et s’échappe en Angleterre par l’avant-dernier navire qui quitte Cherbourg pour l’Angleterre dans la nuit du 17/18.
- Juillet. Il cherche le meilleur moyen de se rendre utile. Il lit dans les journaux que deux jeunes Français viennent d'être fusillés par les Allemands dans la région de Nantes pour avoir coupé de lignes téléphoniques. Cette nouvelle éveille en lui des projets : organiser en France un réseau d'agents pour combattre la propagande allemande, ralentir l'effort industriel imposé par l'ennemi, exécuter des sabotages, et préparer le soulèvement général de la France contre l'envahisseur. Il plaide auprès des Forces Françaises libres en faveur du sabotage, mais en vain. Il est éconduit[3].
- Il s'adresse aux Anglais, qui lui répondent d'abord que les autres pays occupés, tels que la Pologne, organisent eux-mêmes, avec le concours britannique évidemment, leur réseau de propagande et de sabotage, et qu'il convenait de laisser aux Français de France le temps de s'organiser eux-mêmes.

#### 1941
- Janvier. Las d'attendre, le SOE commence à préparer l'envoi de ses premiers agents en France.
- Pierre suit l'entraînement pour être agent sur le terrain.

Première mission en France : avec pour nom de guerre « Lucas », il a carte blanche pour commencer à organiser les réseaux action sur l'ensemble du territoire. Il sera ainsi le premier chef de réseau SOE, avec comme opérateur radio Georges Bégué, déjà sur place.
- Mai. Dans la nuit du 10 au 11, il est parachuté près de Châteauroux, et y prend contact avec son opérateur radio, Georges Bégué, sur place depuis quelques jours. Le matin du 12, il se présente à la propriété[4] de son frère Philippe, qu'il recrute aussitôt. Ils se mettent d'accord pour se partager l'action sur le territoire français comme suit : à Philippe la zone libre ; à Pierre, la zone occupée ; à Jean, qui habite Pontarlier, ils proposeront la zone interdite (Lorraine et Franche-Comté). Ainsi, Pierre interviendra dans le nord et montera un réseau, AUTOGIRO, en étant basé à Paris. Il utilise une grande partie de sa fortune personnelle pour soutenir l'activité initiale du réseau : recherche de maisons sûres pour les planques, les boîtes à lettres et les dépôts d'armes pour les armes qui seront parachutées.
- Septembre. Le 6, un second opérateur radio, André Bloch est parachuté. Il commence à travailler à Paris à partir du 15.
- Octobre. Le 26, Georges Bégué, l'opérateur radio, est arrêté à Marseille.
- Novembre. Le 13, André Bloch, seul opérateur radio SOE en zone occupée, est arrêté au Mans.
- Décembre. Pierre de Vomécourt rencontre Mathilde Carré (surnommée La Chatte) qui lui fait croire qu'elle aurait réussi à échapper aux arrestations du réseau INTERALLIÉ (en réalité, c'est elle qui est à l'origine de la plus grande partie de l'hécatombe, et elle travaille maintenant pour l'Abwehr) et qu'elle disposerait d'un opérateur radio qui a également échappé (en réalité, ce sont les allemands qui disposent des postes radio du réseau INTERALLIÉ et peuvent ainsi tromper Londres). Il voit là une occasion d'établir la liaison tant attendue avec Londres, ce qu'elle accepte (en réalité ses messages seront envoyés et réceptionnés sous le contrôle complet du Feldwebel Hugo Bleicher.

#### 1942
- Janvier. Plusieurs anomalies lui mettent la puce à l'oreille. Dans un entretien avec Mathilde, il l'amène à reconnaître sa trahison et à changer de camp.
- Février. Dans la nuit du 26 au 27, Mathilde et lui rentrent en Angleterre par bateau.

Bilan de la mission : début de la mise en place de réseaux en zone occupée.
- Pendant son séjour à Londres, il fait un rapport sur ses activités et sur la situation en France. Il a des entretiens avec Anthony Eden, le ministre des affaires étrangères, Lord Selborne, ministre de la guerre économique (qui a la tutelle du SOE), et Sir Alan Brooke, chef d’état major impérial, à la suite desquels un ordre aurait été signé pour que la « première priorité » soit donnée à la fourniture et au transport par avion, d’armes et d’explosifs, non plus pour quelques sabotages mais pour armer la Résistance.

Deuxième mission en France : avec le nouveau nom de guerre de « Sylvain », il vient reprendre ses activités à Paris.
- Avril. Le 1er, il revient en France parachuté près de la propriété de son frère Philippe, à l’est de Limoges.

- Avril (suite). Le 25, il est arrêté. Il est battu par Georges Delfanne (alias Christian Masuy), puis remis à Hugo Bleicher de l'Abwehr, moins brutal mais plus fin et donc plus dangereux.
- Il sauve sa vie en  dénonçant douze ou treize de ses agents à Hugo Bleicher en échange de la promesse qu'ils seraient considérés comme prisonniers de guerre[5].
- Il est jugé avec plusieurs de ses compagnons et emprisonné pendant dix-huit mois à Fresnes, dont dix au secret.

#### 1943
- Le 13 octobre, il est déporté en Allemagne, dans la forteresse de Colditz, où il termine la guerre.

En 1945, il est libéré le 15 avril par les Américains. Après la guerre, il est consultant, dans l'ouest parisien. Il meurt en 1986.

## Mémoires
Pierre de Vomécourt a relaté, à plusieurs occasions, son action pendant la guerre, notamment dans les documents suivants :
- Document remis par Pierre de Vomécourt à Marcel Ruby en janvier 1983, et repris par ce dernier dans son livre, chapitre III, § 1, L’épopée des De Vomécourt, p. 41-56.
- Dossier des archives nationales, cote 72 AJ 39/I, pièces 14a et b.
- Dossier P 474414, consultable au SHD, Vincennes : Compte rendu de Pierre de Vomécourt (dit Étienne, dit Lucas, dit Sylvain) sur son arrestation et les événements qu’il est nécessaire de connaître pour l’appréciation du rôle joué par les différentes personnes impliquées, tapuscrit, signé le 14 mai 1945, 20 pages.

## Identités
- État civil : Édouard Pierre Fourrier de Crevoisier de Vomécourt
- Comme agent du SOE, section F :
  - Nom de guerre : « Lucas » (première mission), puis « Sylvain » (deuxième mission)
  - Nom de code opérationnel : AUTOGIRO
  - Papiers d’identité : sans objet (première mission ; il est parachuté sous sa propre identité) ; de Mondore (deuxième mission)

Pour accéder à des photographies de Pierre de Vomécourt, se reporter à la section Sources et liens externes, en fin d'article.

## Famille
La famille de Vomécourt est originaire de Lorraine.
- Son grand-père : torturé et tué en 1870.
- Son père : en 1914, âgé de 45 ans, il s'engagea et fut tué au front presque immédiatement, laissant cinq enfants, que la mort de la mère rendit orphelins peu de temps après.
- Ses deux frères, qui ont également travaillé pour le SOE : Jean (1899-1945) ; Philippe (1902-1964), dont la propriété Bassoleil, à Saint-Léonard-de-Noblat, près de Limoges, a constitué un point sûr dès les premiers envois d'agents en France, en mai 1941. Les 3 frères sont médaillés de la Résistance française.

## Distinction
- Médaille de la Résistance française (décret du 31 mars 1947)

## Sources et liens externes
- Fiche sur Pierre de Vomécourt, avec photographies : voir le site Special Forces Roll of Honour.
- Marcel Ruby, La guerre secrète : les réseaux Buckmaster, Paris, France-Empire, 1985, 275 p. (ISBN 978-2-7048-0448-1).
- Michael R. D. Foot et Jean-Louis Crémieux-Brilhac (annot.) (trad. de l'anglais par Rachel Bouyssou), Des Anglais dans la Résistance : le service secret britannique d'action (SOE) en France, 1940-1944 [« SOE in France. An account of the Work of the British Special Operations Executive in France, 1940-1944 »], Paris, Tallandier, 2008, 799 p. (ISBN 978-2-84734-329-8). Ce livre présente la version officielle britannique de l’histoire du SOE en France.
- Benjamin Cowburn, Sans cape ni épée, Gallimard, 1958.
- Paul Guillaume, La Résistance en Sologne, J. Loddé, sans date (1946 ?).
- Philippe de Vomécourt (trad. de l'anglais par Patricia Owen), Les artisans de la liberté : histoire de la résistance française, 1940-1945 [« Who lived to see the day »], Paris, PAC, 1975, 254 p. (ISBN 2-85336-010-5 et 978-2-853-36010-4).